# Ха (дзонгхаг)
Ха (дзонг-кэ ཧཱ་རྫོང་ཁག་) — дзонгхаг в Бутане, относится к западному дзонгдэю. Административный центр — Ха.

## География

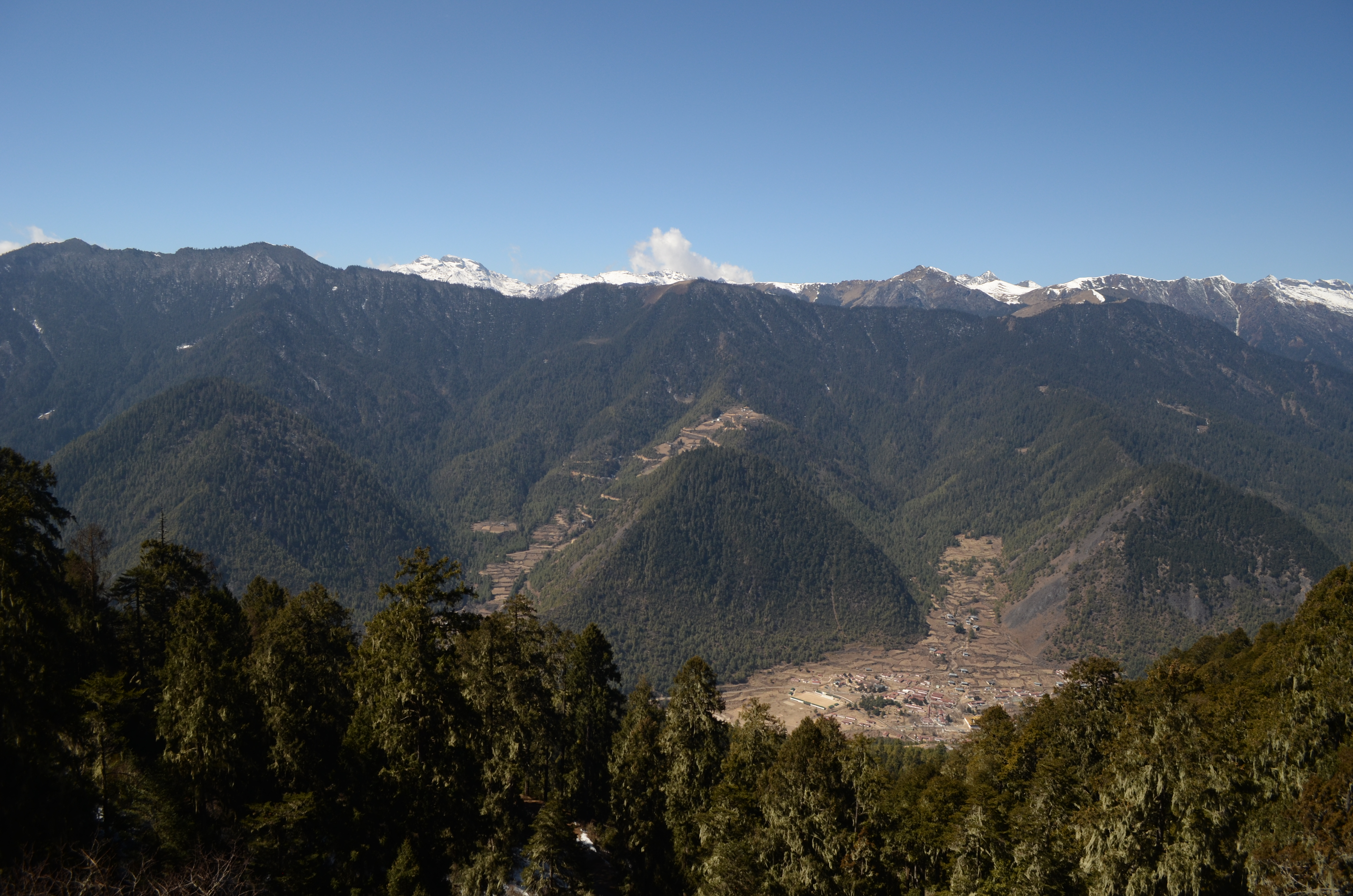
Холмы Мири-Пунсум в долине Ха

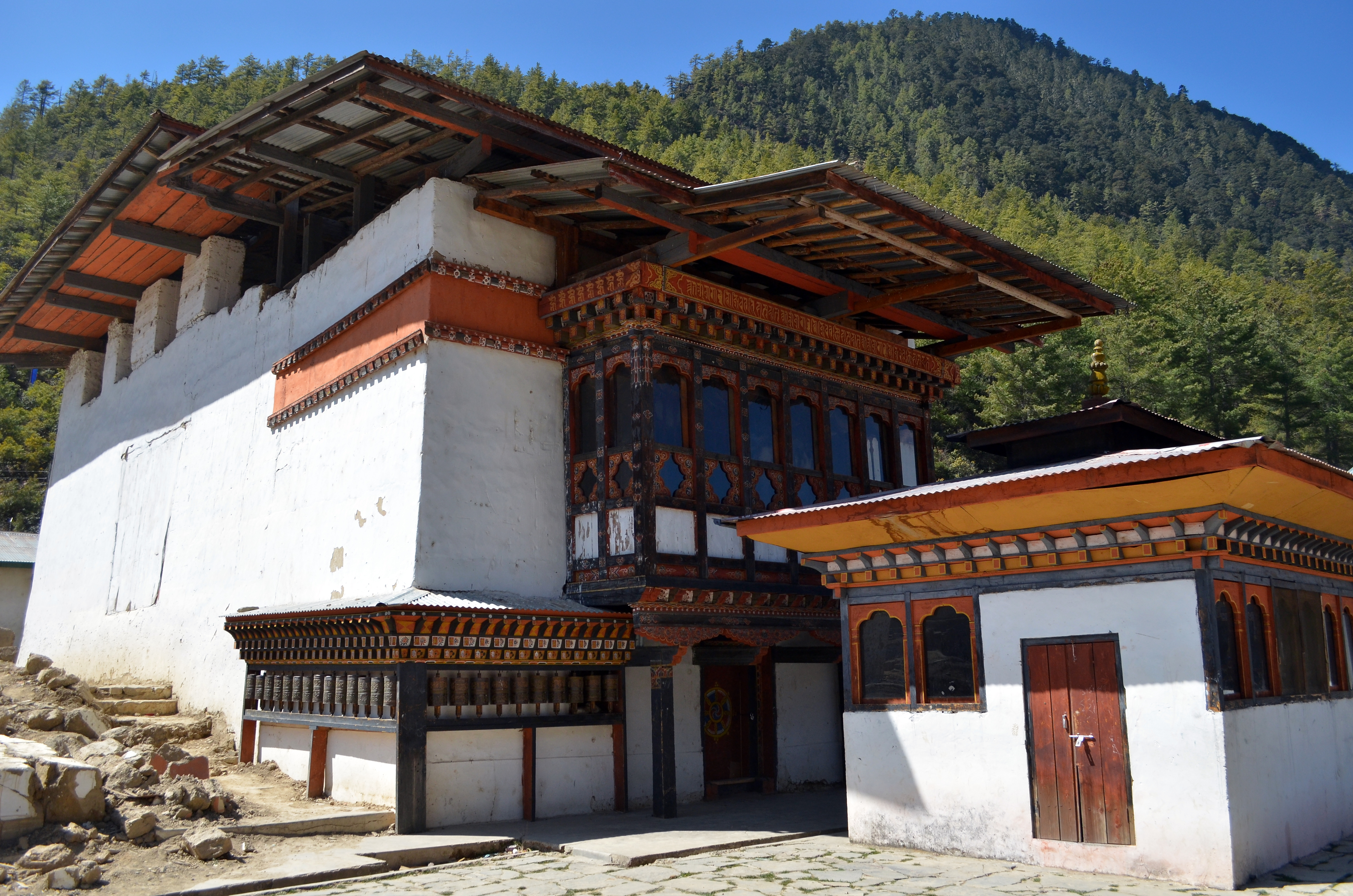
Белый Храм (Лакханг-карпо) в Ха

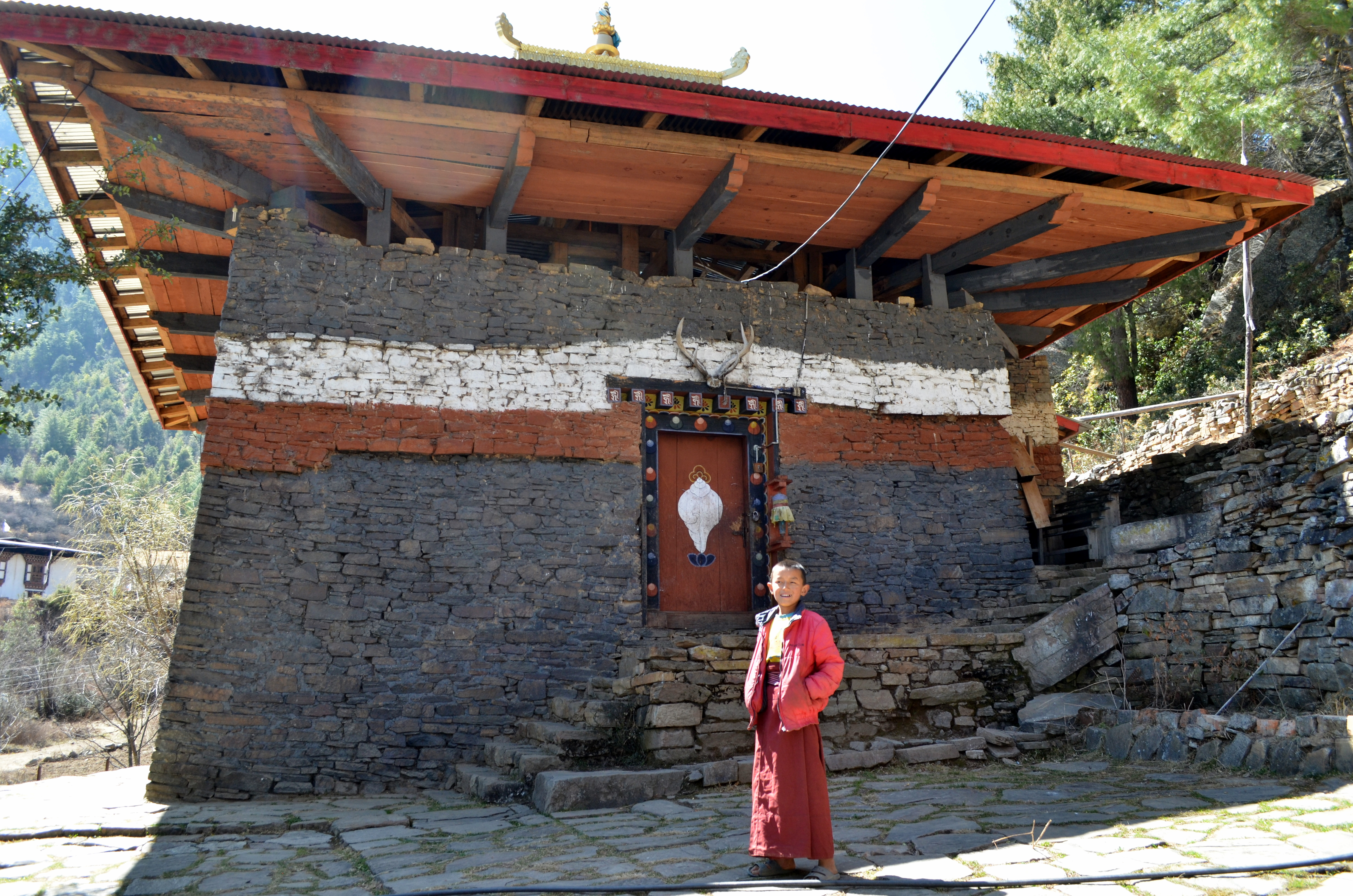
Чёрный Храм (Лакханг-нагпо) в Ха

Дзонгхаг Ха находится в западном Бутане, в долине реки Ха-Чу, отделённой от долины Паро хребтом. В связи с тем, что дзонгхаг на севере граничит с Тибетским автономным районом КНР в относительно легкодоступной местности, в нём находится индийская военная база. С 2002 года дзонгхаг Ха открыт для туристов.
Часть дзонгхага (и, в частности, населённые пункты Хлари (англ. Hlari), Сангбай (англ. Sangbay), Шарисанг (англ. Sharithang)) расположена в природоохранной зоне Торса (англ. Toorsa Strict Nature Reserve).
В гевоге Уесу находятся два буддийских храма — Лакханг-Карпо (Белый храм) и Лакханг-Нагпо (Чёрный храм), которые, согласно легенде, построил тибетский царь Сонгцен Гампо в VII веке. Они входят в число 108 храмов, предназначенных для обезвреживания демоницы, покрывшей Гималаи. Ха посещали также Падмасамбхава, Мачиг Лабдрон, Шабдрунг.

## Административное деление

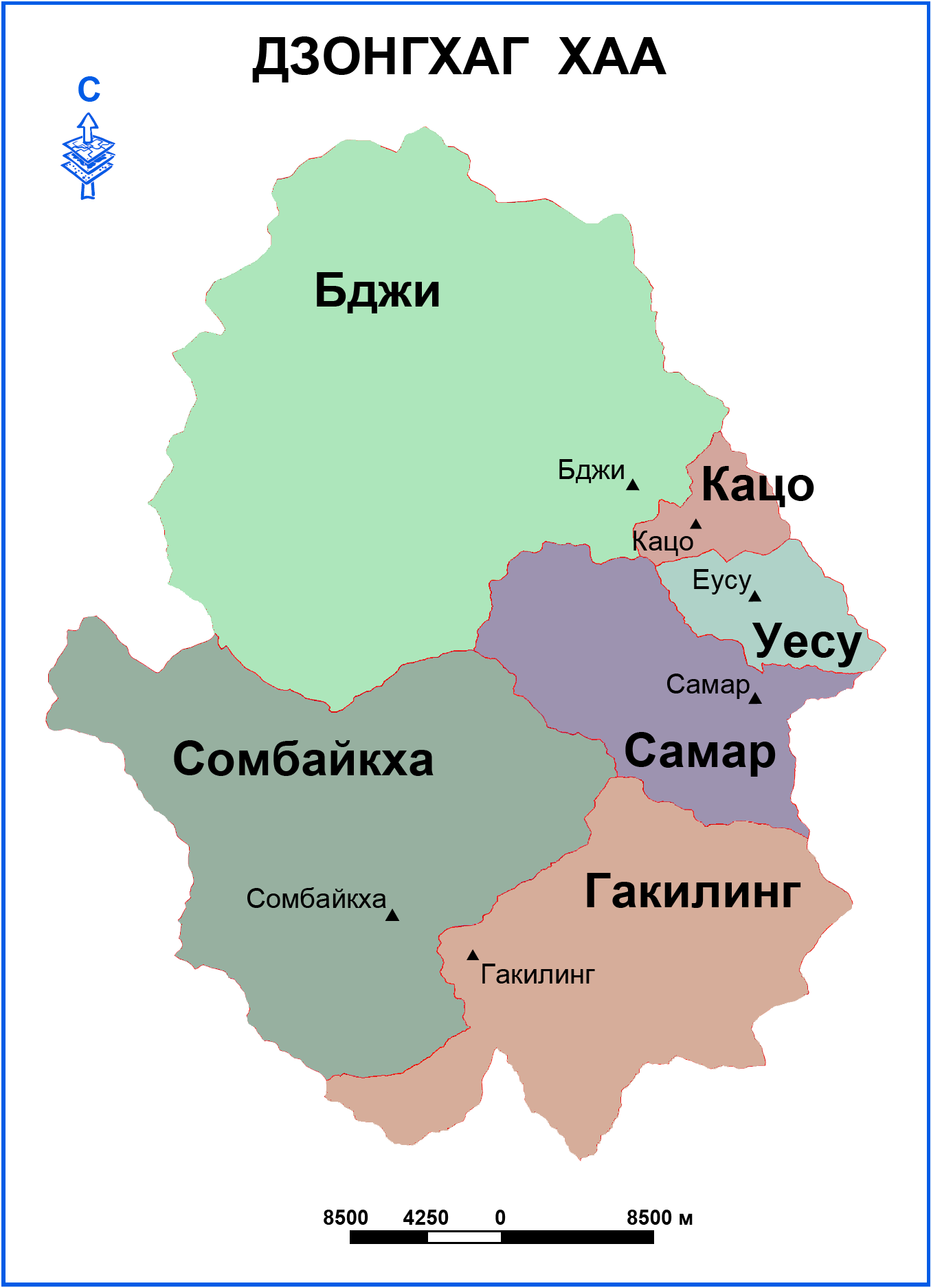
Гевоги дзонгхага Ха

В состав дзонгхага входят 6 гевогов:
- Бджи
- Гакилинг
- Кацо
- Самар
- Сомбайкха
- Уесу[англ.]